# Série Sportsman Québec
La Série Sportsman Québec est une série de courses automobiles de type stock-car disputée au Québec, Canada.  Elle met en vedette des voitures de type "Sportsman" (ou Limited Late Model). Elle a été en créée en 2007 et est présidée par M. André Poulin. Elle a son siège social à Québec. De 2007 à 2018, La Série a roulé sous la banniere Lucas oil. En 2019 jusqu'à ....., la Série roulera sous la banniere TEC (Distribué par TRANSIT inc.)
Servant souvent de courses de soutien à des événements de la série ACT Castrol et à la classe LMS Québec, elle est considérée comme une classe de développement. Par exemple, le champion inaugural Patrick Hamel fait maintenant sa marque en ACT et le champion 2009 Martin Latulippe est maintenant un compétiteur de la série PASS, après un passage en ACT.
Raphaël Lessard #71Jr sera en Nascar Gander Outdoor en 2020 dans la prestigieuse équipe Kyle Busch Motorsports après avoir roulé dans notre Série en 2014.
Après son championnat en 2017, Samuel Charland devient champion Nascar Late Model à L'autodrome Chaudière en 2018 et 2019. Il ajoute aussi le titre de champion LMS Local à L'autodrome Montmagny.
Depuis 2012, le calendrier de la série inclut une épreuve en circuit routier au Grand Prix de Trois-Rivières. Une deuxième épreuve en circuit routier s'ajoute en 2014 au Circuit ICAR.

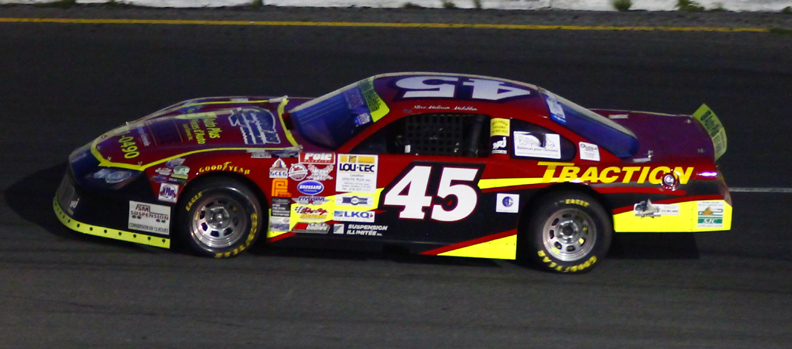
Steve Malouin McKibbin, champion 2012-2013 de la série - Photo Paul-Émile Poulin-Jacques

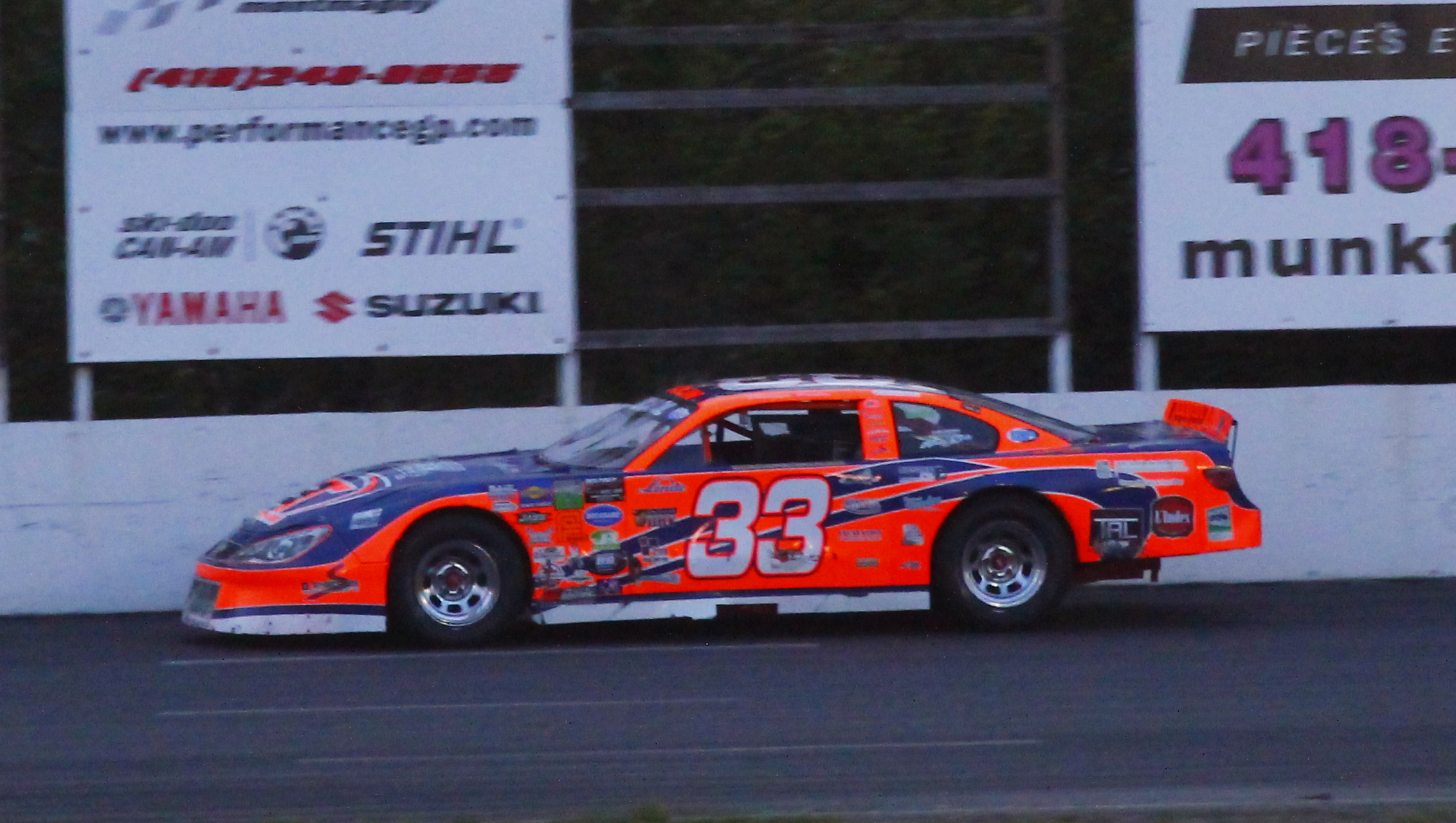
Philippe Poulin - Champion 2014 (photo Paul-Émile Poulin-Jacques)

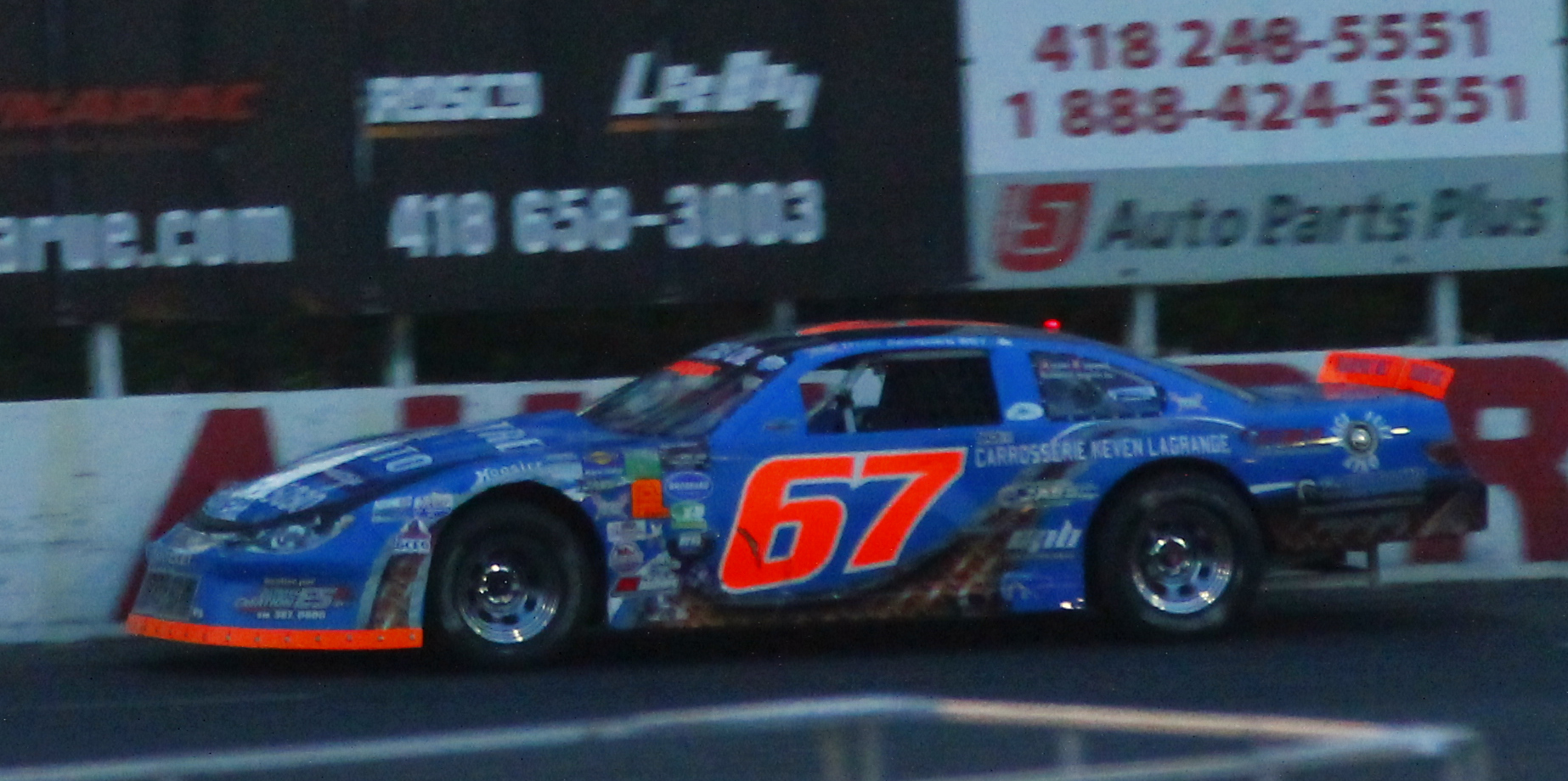
Dominic Jacques - Champion 2015 (photo Paul-Émile Poulin-Jacques)

## Champions de la Série Sportsman Québec
- 2007 Patrick Hamel
- 2008 Simon Roussin
- 2009 Martin Latulippe
- 2010 Sylvain Labbé
- 2011 Simon Roussin
- 2012 Steve Malouin McKibbin
- 2013 Steve Malouin McKibbin
- 2014 Philippe Poulin
- 2015 Dominic Jacques
- 2016 ((Philippe Poulin))Régional

((Jimmy Nadeau)) Provincial
- 2017 ((Samuel Charland))
- 2018 ((Dominic Jacques))
- 2019 ((Dominic Jacques))

## Circuits de la Série Sportsman Québec
| Années                    | Pistes                               | Localisation               | Longueur                          |
| ------------------------- | ------------------------------------ | -------------------------- | --------------------------------- |
| 2007–2008, 2012-2013-2014 | Autodrome St-Eustache                | Saint-Eustache, Québec     | 4/10 de mille (644 m)             |
| 2007–Présent              | Autodrome Montmagny                  | Montmagny, Québec          | 3/8 de mille (603 m)              |
| 2007–2011, 2013-Présent   | Autodrome Chaudière                  | Vallée-Jonction, Québec    | 1/4 de mille (402 m)              |
| 2007, 2009-2013           | Circuit Riverside Speedway Ste-Croix | Sainte-Croix, Québec       | 5/8 de mille (1 006 m)            |
| 2012-2013                 | Sanair Super Speedway                | Saint-Pie-de-Bagot, Québec | 9/10 de mille (trioval) (1 448 m) |
| 2008-2011, 2014-Présent   | Autodrome St-Félicien                | Saint-Félicien, Québec     | 1/2 mille (trioval) (805 m)       |
| 2012-2016                 | Circuit Trois-Rivières               | Trois-Rivières, Québec     | 1,9 mille (2 430 m)               |
| 2014                      | Circuit ICAR                         | Mirabel, Québec            | 2,36 mile (3 800 m)               |